# Oficina de Vida Independiente
Las Oficinas de Vida Independiente (OVI) son entidades dedicadas fundamentalmente a proporcionar servicios de asistencia personal a personas con diversidad funcional. También se ocupan de gestionar los proyectos de vida de estas personas a nivel administrativo y legal, así como de prestar otros servicios como la formación y la divulgación. El Movimiento de Vida Independiente en España optó por la denominación de Oficinas de Vida Independiente en lugar de Centro de Vida Independiente, utilizada en otros países, al considerar que el término "centro" en España remite a un modelo tradicionalmente asistencialista. Desde el punto de vista jurídico, las OVI pueden tomar distintas formas según su modelo de gestión o su dependencia administrativa.
En España hay cuatro de estas oficinas, tres de ámbito autonómico (Comunidad de Madrid, Galicia y Andalucía) y una de ámbito municipal (Barcelona).

## Oficinas de Vida Independiente en España

### OVI de la Comunidad de Madrid
La primera OVI en abrir, en junio de 2006, fue la de la Comunidad de Madrid. Se creó para gestionar y desarrollar el primer "Proyecto piloto de «Vida Independiente y Promoción de la Participación Social» (2006-2008)" de la Consejería de Familia y Asuntos Sociales de la Comunidad de Madrid, a través de la Dirección General de Servicios Sociales. Está gestionada por ASPAYM-Madrid y cofinanciada por el Fondo Social Europeo.

### OVI de Barcelona
En octubre de 2006, nace la segunda Oficina de Vida Independiente en la ciudad de Barcelona. Su misión es gestionar y desarrollar el primer "Proyecto piloto «Hacia la Vida Independiente» (2006-2007)", del Instituto Municipal de Personas con Discapacidad, del Ayuntamiento de Barcelona, y gestionado por la Asociación Oficina de Vida Independiente de Barcelona.

### VIgalicia
La Oficina de Vida Independiente de Galicia surge en julio de 2006, a través de la constitución de la primera asociación de usuarios de Asistencia Personal, denominada "Asociación Asistencia Persoal para a Vida Independente" (VIgalicia), impulsora y promotora de un proyecto demostrativo de Asistencia Personal y Asistencia Tecnológica basado en los principios de Vida Independiente, el cual fue expuesto a los grupos del Parlamento de Galicia, contado con el apoyo unánime a través de una proposición no de ley, el 14 de febrero de 2007.
En octubre de 2007 la Junta de Galicia decide poner en marcha este proyecto demostrativo, y lo hace de manera totalmente desvirtuado de su propósito inicial al introducir a una entidad tradicional de carácter marcadamente asistencialista para gestionarlo. Al relegar a VIgalicia, la entidad promotora, de la orientación y gestión del proyecto, más que posibilitar un modelo Asistencia Persoal autogestionada por los usuarios, resultó un servicio asistencial de ayuda a domicilio ampliado, contando con 40 horas semanales de asistencia que posteriormente quedaron reducidas a 30 horas. La parte del programa de asistencia tecnológica no llegó a iniciarse y la formación y promoción de la Vida Independiente quedó relegada.
A principios de 2010 la Junta de Galicia aprueba el decreto 15/2010, de 4 de febrero en la que se incluye la Asistencia Personal, estableciendo una prestación económica de pago directo al usuario del servicio, dando derecho a percibir una cantidad económica destinada a la contratación de un Asistente Personal un mínimo de 120 horas al mes, para toda persona que lo solicite y cumpla los requisitos. Posteriormente se complementó esta regulación con otros decretos y órdenes. En la actualidad, la mayoría de los usuarios contratan la asistencia personal a través de empresas de servicios, VIgalicia es la única entidad proveedora de Asistencia Personal autogestionada, sin ánimo de lucro y promotora de Vida Independiente.